# Echinochloa crus-galli
Echinochloa crus-galli  o pasto dentado es una especie del género Echinochloa perteneciente a la familia de las poáceas.

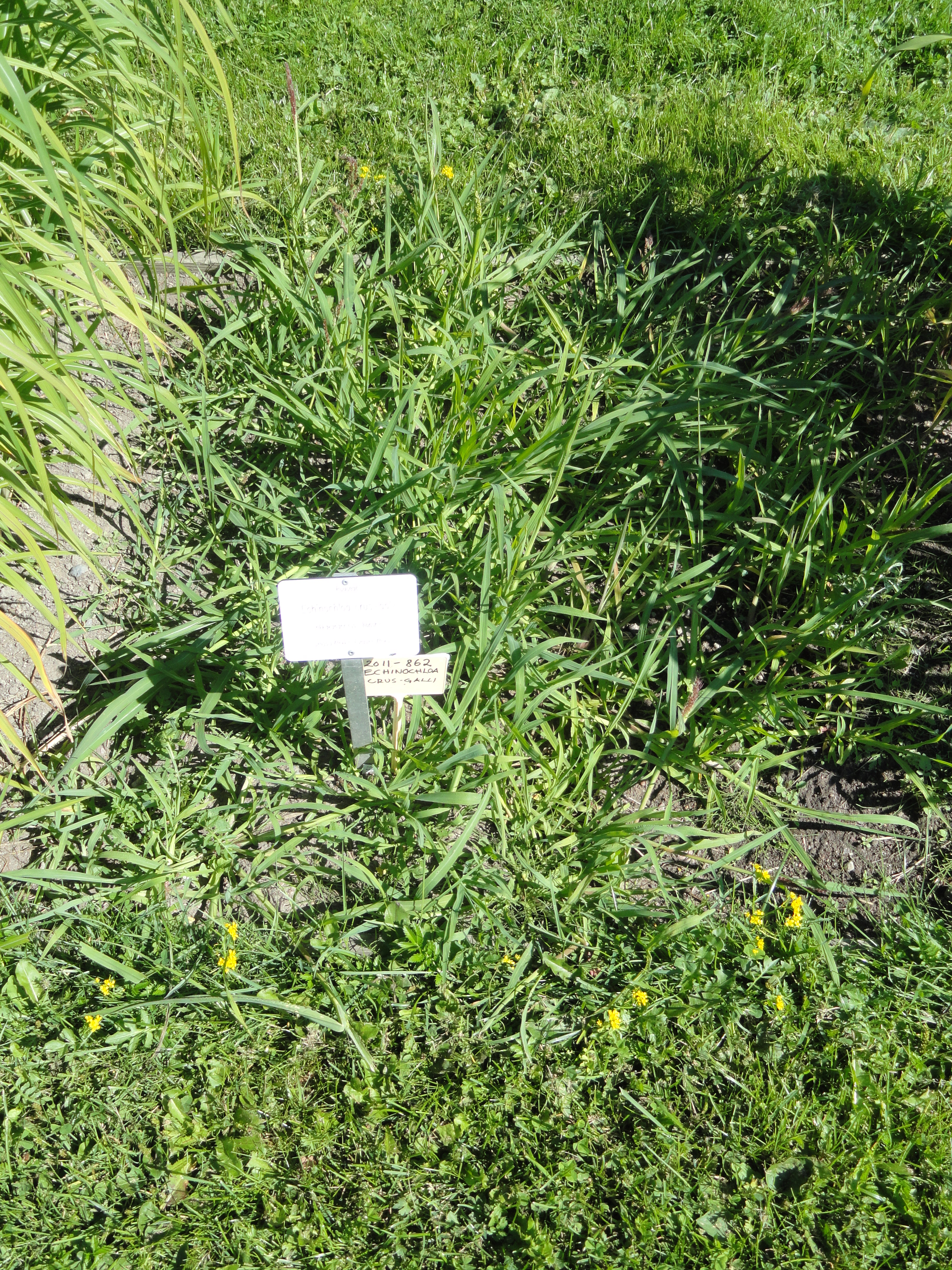
Vista de la planta

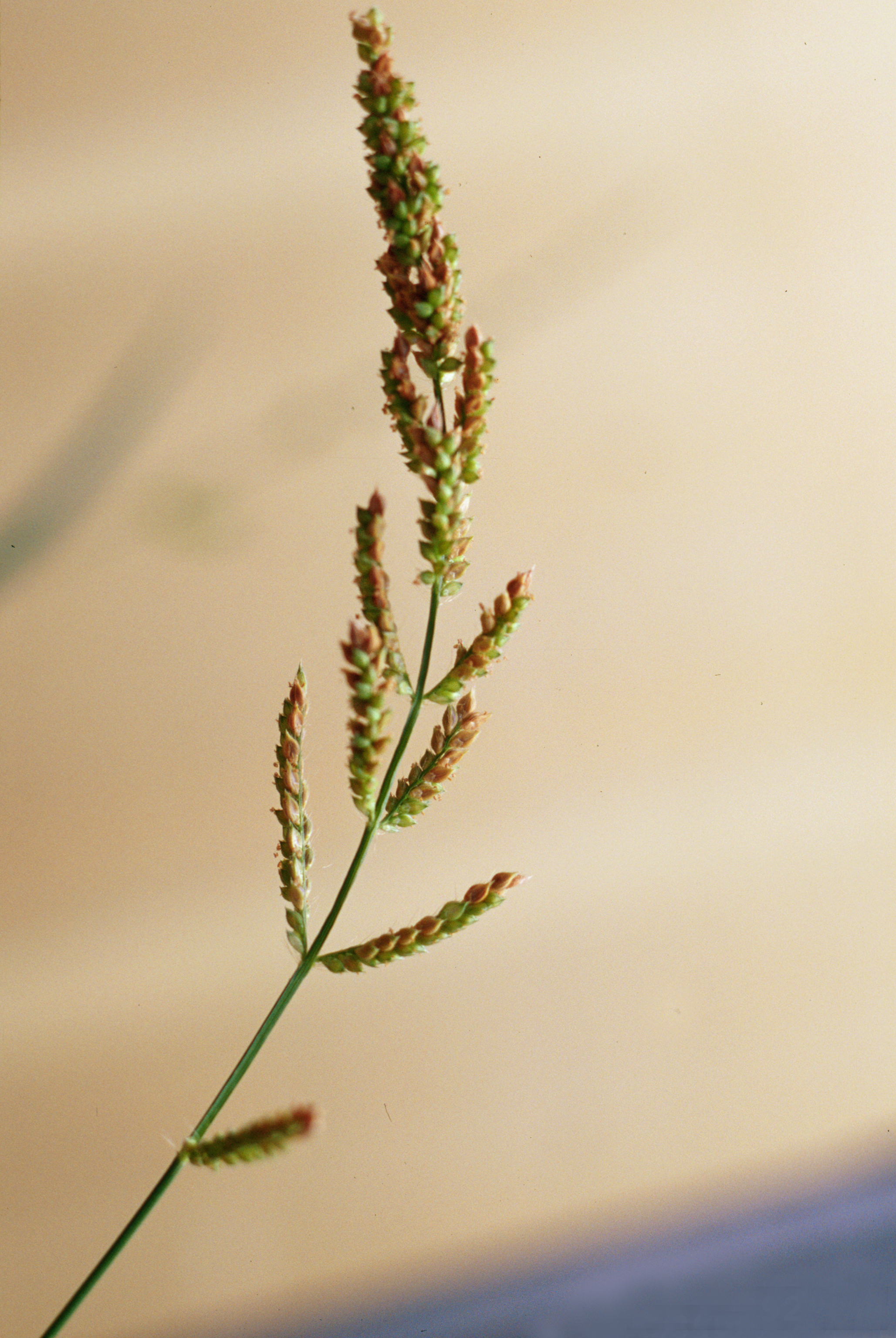
Detalle de la espiga

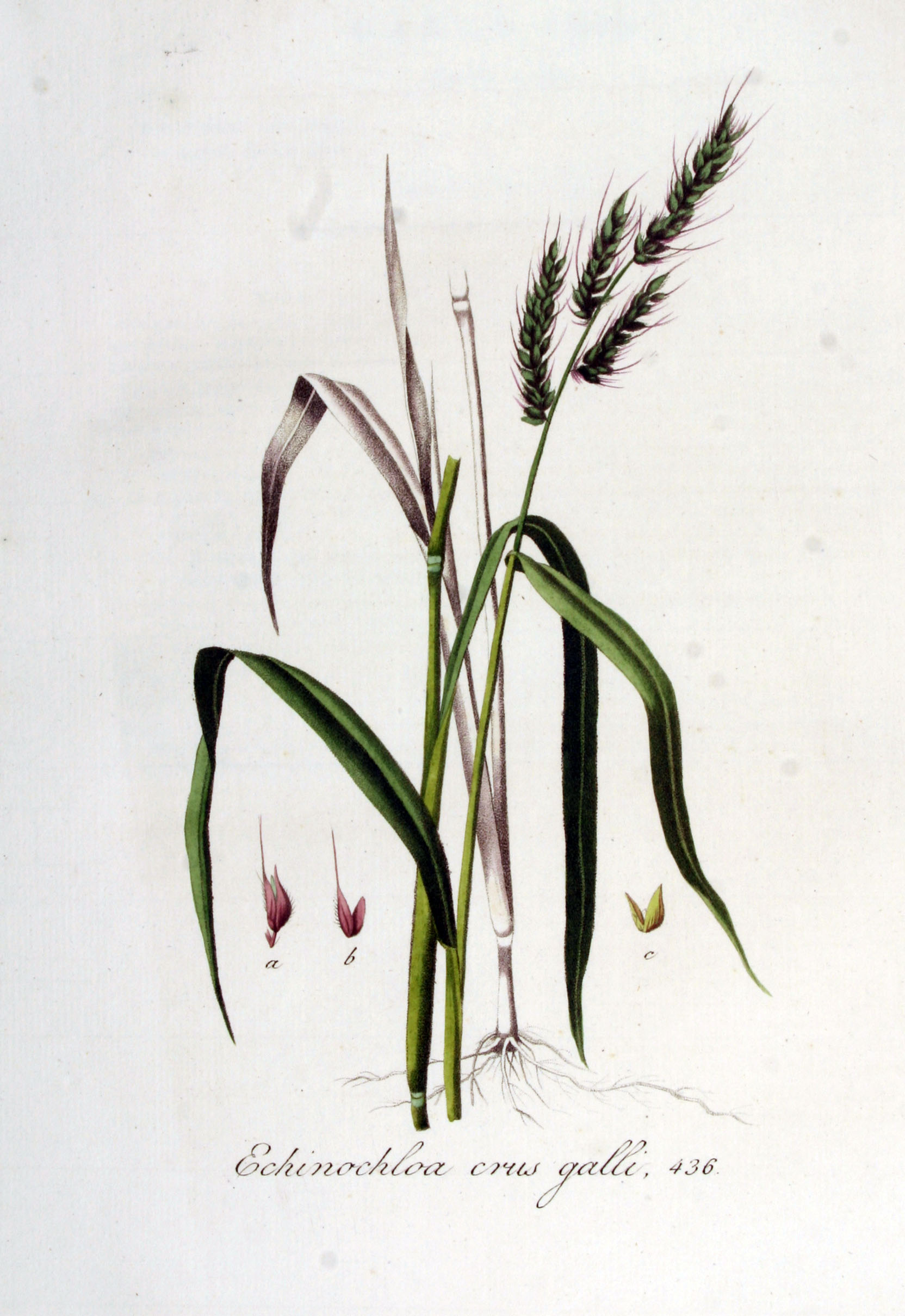
Ilustración de Flora Batava

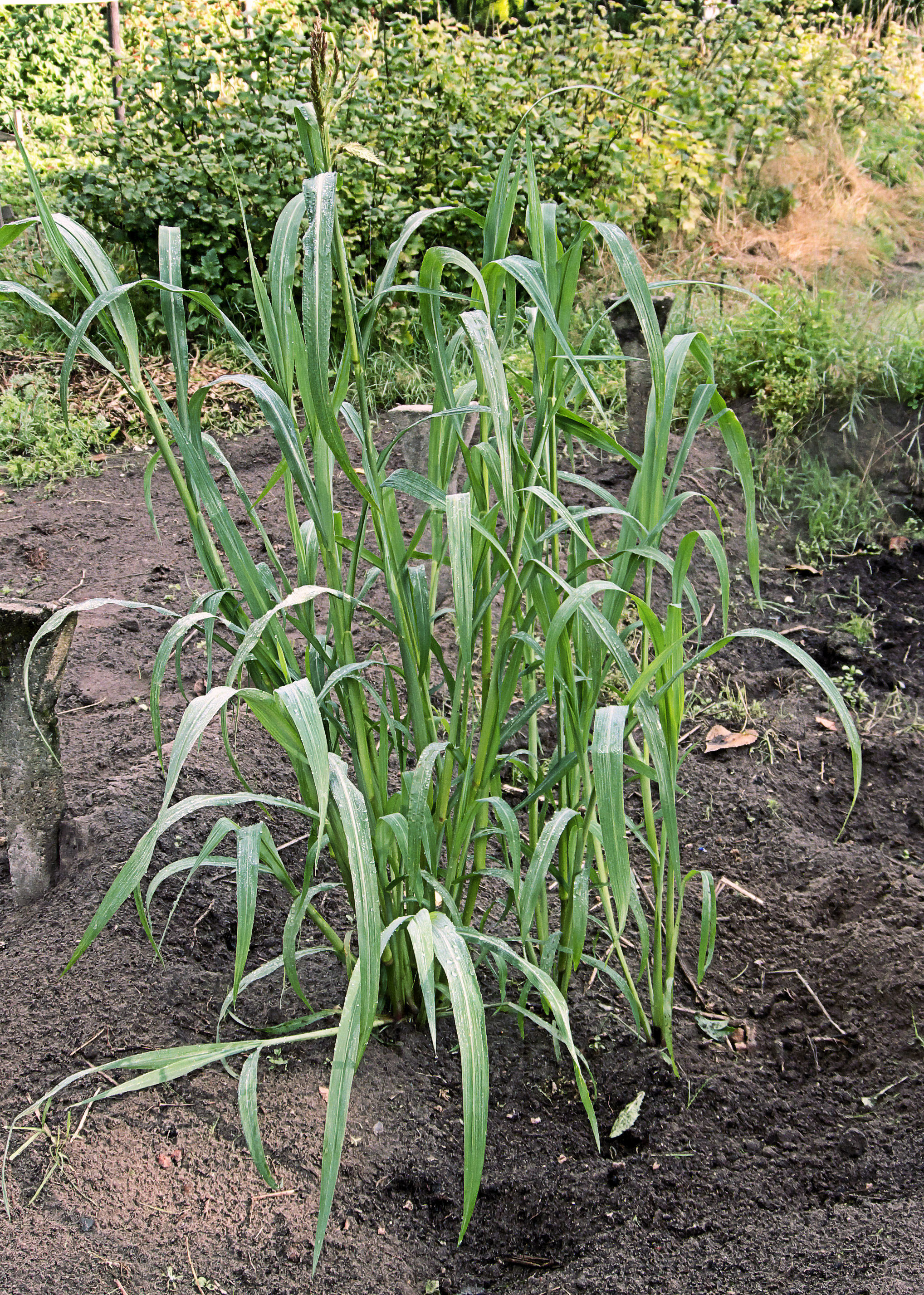
Vista de la planta

## Descripción
Habita en suelos con alta humedad. La panícula y las espiguillas son grandes y pubescentes. Es una especie anual, cespitosa, con tallos de 30–120 cm de largo. Las vainas de las hojas son glabras en la superficie. No presentan lígula ausente. La lámina foliar es de 8–35 cm en largo y 8–20 mm de ancho. 
La inflorescencia está compuesta de 5 a 15 racimos de espiguillas que surgen a lo largo de un eje central, son ascendentes, unilaterales, de 2–10 cm en largo. El eje de la inflorescencia central presenta 6–22 cm en largo. El raquis es angular, con pelos
escasos, escabroso en sus márgenes. Las espiguillas se disponen de a pares o agrupadas en cada nudo. Las espiguillas fértiles pueden ser sésiles o pediceladas.
Los números cromosómicos citados para esta especie son varios,  2n=18, 24, 25, 27, 36, o 54. 
Es una gramínea con racimos de espiguillas densas a menudo ramificadas que adquieren coloraciones rojizas, se caracterizan de forma inequívoca por la presencia de largos pelos rígidos entre las espiguillas que les dan un aspecto hirsuto. El tamaño de los racimos permite diferenciarla de Echinochloa colonum.

## Distribución
Tiene una distribución cosmopolita. En España se encuentra en Castilla y León,
Alicante, Barcelona, Castellón, Gerona, Islas Baleares, Lérida, Sta Mª de los Llanos (Cuenca),  Tarragona y Valencia.

## Hábitat
Vive en zonas perturbadas y campos de cultivo en suelos húmedos. Florece en verano y otoño.

## Taxonomía
Echinochloa crus-galli fue descrita por (L.) P.Beauv. y publicado en Essai d'une Nouvelle Agrostographie 1: 53, 161, 169, pl. 11, f. 2. 1812.
Citología
Número de cromosomas de Echinochloa colonum (Fam. Gramineae) y táxones infraespecíficos: 2n=54
Etimología
Echinochloa: nombre genérico que deriva del griego equinos (erizo) y chloé (hierba), aludiendo a la inflorescencia.
crus-galli: epíteto latino que significa "cresta de gallo", de aplicación desconocida.
Sinonimia
| - Echinochloa colona (L.) Link - Echinochloa echinata (Willd.) P.Beauv. - Echinochloa muricata (P. Beauv.) Fernald - Echinochloa occidentalis (Wiegand) Rydb. - Echinochloa pungens (Poir.) Rydb. - Echinochloa subverticillata Pilg. - Echinochloa zelayensis (Kunth) Schult. - Milium crusgalli (L.) Moench - Oplismenus crus-galli (L.) Dumort. - Oplismenus echinatus (Willd.) Kunth - Oplismenus muricatus Kunth - Oplismenus zelayensis Kunth - Orthopogon crus-galli (L.) Spreng. - Orthopogon echinatus (Willd.) Spreng. - Panicum crus-corvi L. - Panicum crus-galli L. - Panicum echinatum Willd. - Panicum grossum Salisb. - Panicum muricatum Michx. - Panicum pungens Poir. - Pennisetum crus-galli (L.) Baumg. - Setaria muricata P.Beauv. |

## Nombre común
- Castellano: amor de hortelano, cenizo, guizazo de Cuba, hierba chapacera, hierba triguera, lapa, miaina, mijera, mijera del terreno, mijo de los arrozales, millán, panicillo, pata de gallina, pata de gallo, pie de gallina, pie de pollo, pierna de gallo, yerba hortelana.[6]